# Лімфома щитоподібної залози
Лімфо́ма щитоподі́бної за́лози (ЛЩЗ) — рідкісна пухлина щитоподібної залози, частота якої становить 1-5 % серед інших злоякісних новоутворень цього ендокринного органу та менше ніж 2% серед лімфом взагалі.

## Загальна характеристика
ЛЩЗ виникає переважно у жінок похилого віку (70 років та більше) та проявляється раптовим утворенням шийної маси.

## Симптоми
- Дисфагія
- Стридор
- Хрипота
- Тиск в ділянці шиї

## Гістопатологія
Більшість ЛЩЗ є Неходжкінськими лімфомами, що походять з В-клітин; менша частка належить Ходжкінським лімфомам Т-клітинного походження.

### Субтипи ЛЩЗ
- Дифузна В-клітинна лімфома без маргінальної зони
- Дифузна В-клітинна лімфома з маргінальною зоною
- В-клітинна лімфома мукоза-асоційованої лімфоїдної тканини (MALT)
- Фолікулярна лімфома

## Діагностика
Проведення тонкоголкової аспіраційної пункційної біопсії має високу ефективність щодо виявлення ЛЩЗ, в неінформативних або сумнівних випадках рекомендовано проведення відкритої біопсії.

## Лікування та прогноз
Проведення курсу неоад'ювантної хімієтерапії з наступною тиреоїдектомією є ефективним підходом до лікування ЛЩЗ. При дотримання такої стратегії виживання пацієнтів має високі показники, що становлять до 100 % при MALT-лімфомі та 70-80 % при більш агресивних типах ЛЩЗ.
Стадія лімфоми щитоподібної залози визначається за наступними критеріями:
| Стадія лімфоми | Ознака                                                                            |
| -------------- | --------------------------------------------------------------------------------- |
| 1Е             | Лімфома локалізована в межах щитоподібної залози                                  |
| 2Е             | Лімфома в межах щитоподібної залози та поширюється на регіонарні лімфатичні вузли |
| 3Е             | Лімфома локалізована з обох сторін діафрагми                                      |
| 4Е             | Дисемінація лімфоми                                                               |